# Pararatus
Pararatus is een vliegengeslacht uit de familie van de roofvliegen (Asilidae).

## Soorten
- P. ricardoae Daniels, 1987